# Patsy Parisi
Pasquale "Patsy" Parisi, interpretato da Dan Grimaldi, è uno dei personaggi della serie televisiva I Soprano dell'emittente statunitense HBO: è un mafioso che fa parte della Famiglia DiMeo nella banda di Christopher Moltisanti.
La particolarità del personaggio, che entra in scena alla fine della stagione 2, sta nel fatto di aver avuto un fratello gemello (interpretato sempre da Dan Grimaldi), ucciso nell'ep. 14.
Dan Grimaldi ha quindi recitato ne I Soprano in tutte le stagioni, tranne la prima, ma in due ruoli diversi.

## Biografia
Patsy Parisi fa parte di una "seconda generazione" di italoamericani, e la sua famiglia è di origine pugliese.
Sposato con Donna Parisi, nello show è stato visto spesso in compagnia di altre donne e amanti.
Sul finire della serie si viene a sapere che ha due figli maschi, Jason e Patrick (e nell'episodio 27, Tony menziona una figlia femmina, ma a essa non si fa più riferimento in seguito).
Al termine della serie, il fidanzamento fra Meadow e Patrick fa preludere all'imminente matrimonio fra i due, il che farebbe di fatto imparentare Patsy e Tony.